# 립스틱 레즈비언

립스틱 레즈비언 깃발

립스틱 레즈비언 깃발

립스틱 레즈비언(lipstick lesbian)은 상대적으로 여성적인 성향이 매우 강한 레즈비언 여성을 말한다. 화장(립스틱)을 하거나, 드레스나 치마를 입거나, 여성스러운 여성과 관련된 여러 특징들을 가지고 있다. 립스틱 레즈비언이라는 용어는 다른 여성에게 낭만적, 또는 성적으로 흥미를 갖는 양성애자 여성의 여성적 성별 표현을 특정해서 부르는 말, 또는 여성적인 여성 간 성행위의 광범위한 주제로 쓰이기도 한다.

## 같이 보기
- 부치와 펨
- 펨
- 걸리 걸
- 립스틱 페미니즘
- 소프트 부치

## 더 읽어보기
- 버틀러, 주디스 (1999년 9월 1일). 《젠더 트러블: 페미니즘과 정체성의 전복》 페이퍼백판. 뉴욕: 라우틀리지. ISBN 0-415-92499-5.